# Finland (Minnesota)
Finland es un lugar designado por el censo ubicado en el condado de Lake en el estado estadounidense de Minnesota. En el Censo de 2010 tenía una población de 195 habitantes y una densidad poblacional de 13,89 personas por km².

## Geografía
Finland se encuentra ubicado en las coordenadas 47°25′58″N 91°15′26″O / 47.43278, -91.25722. Según la Oficina del Censo de los Estados Unidos, Finland tiene una superficie total de 14.04 km², de la cual 13.99 km² corresponden a tierra firme y (0.41%) 0.06 km² es agua.

## Demografía
Según el censo de 2010, había 195 personas residiendo en Finland. La densidad de población era de 13,89 hab./km². De los 195 habitantes, Finland estaba compuesto por el 98.97% blancos, el 0% eran afroamericanos, el 0.51% eran amerindios, el 0% eran asiáticos, el 0% eran isleños del Pacífico, el 0% eran de otras razas y el 0.51% pertenecían a dos o más razas. Del total de la población el 0% eran hispanos o latinos de cualquier raza.